# Spedizione in Irlanda (1796)
La spedizione francese in Irlanda, conosciuta in francese come Expédition d'Irlande ("Spedizione in Irlanda"), fu un infruttuoso tentativo della Prima Repubblica francese durante le guerre rivoluzionarie francesi di assistere la fuorilegge Society of United Irishmen, un popolare gruppo repubblicano ribelle irlandese, nella sua pianificata ribellione contro il dominio britannico. I francesi intendevano sbarcare durante l'inverno 1796-1797 un grande corpo di spedizione in Irlanda che si sarebbe unito agli United Irishmen e avrebbe cacciato gli inglesi dall'isola. I francesi prevedevano che questo sarebbe stato un duro colpo per il morale, il prestigio e l'efficacia militare britannici, ed era anche inteso come il primo stadio per un'eventuale invasione della Gran Bretagna stessa. A tal scopo, verso la fine del 1796 il Direttorio raccolse una forza di circa 15 000 soldati a Brest sotto il generale Lazare Hoche, pronto per un importante sbarco nella baia di Bantry entro il dicembre dello stesso anno.
L'operazione fu avviata durante uno degli inverni più tempestosi del XVIII secolo, con la flotta francese impreparata ad affrontare condizioni così severe. Le fregate britanniche di pattuglia osservarono la partenza della flotta e la notificarono alla Channel Fleet britannica, la maggior parte della quale era in procinto di ricoverarsi per l'inverno a Spithead. Appena lasciato il porto, la flotta francese fu soggetta a ordini confusi e si sparpagliò già dopo aver lasciato Brest: una nave naufragò con pesanti perdite di vite umane e le altre si dispersero ampiamente. Pur separata, la maggior parte della flotta francese riuscì comunque a raggiungere la baia di Bantry alla fine di dicembre, ma i suoi comandanti erano stati spinti a miglia fuori rotta e senza di loro la flotta non era sicura di quale azione intraprendere, con gli sbarchi anfibi resi impossibili a causa delle avverse condizioni meteorologiche, che erano le peggiori registrate dal 1708. Nel giro di una settimana la flotta era stata fatta a pezzi, mentre piccoli squadroni e singole navi riuscirono a rientrare a Brest tra tempeste, nebbia e il pericolo rappresentato dalle pattuglie britanniche.
Gli inglesi non furono quasi mai in grado di ostacolare la flotta francese prima, durante o dopo l'invasione. Alcune navi operanti da Cork catturarono alcune navi da guerra e trasporti francesi isolati, ma l'unica risposta britannica significativa venne dal capitano Sir Edward Pellew, che fu in grado di costringere il vascello francese Droits de l'Homme a incagliarsi contro la scogliera nell'azione del 13 gennaio 1797, conclusasi con la perdita di oltre 1 000 vite. In totale, i francesi persero dodici navi catturate o naufragate e migliaia di soldati e marinai annegarono, senza che un solo uomo raggiungesse l'Irlanda se non come prigioniero di guerra. Entrambe le marine furono criticate dai loro governi per il loro comportamento durante la campagna, ma i francesi furono incoraggiati a lanciare un secondo tentativo nel 1798, sbarcando con successo 2 000 uomini in agosto ma senza riuscire a sostenere positivamente la ribellione irlandese e perdendo nuovamente un numero significativo di uomini e navi.

## Contesto storico
In seguito alla rivoluzione francese iniziata nel 1789, la causa del repubblicanesimo fu ripresa in molti paesi, incluso il Regno d'Irlanda, a quel tempo governato dal Regno di Gran Bretagna. L'opposizione al dominio britannico esisteva in Irlanda da secoli, ma l'esempio francese, combinato con l'imposizione delle leggi penali che discriminavano la maggioranza cattolica e una numerosa minoranza presbiteriana, favorì la creazione della Society of United Irishmen, un'ampia coalizione non settaria di gruppi che cercavano di creare una Repubblica irlandese. Inizialmente gli United Irishmen, un movimento politico non violento, furono costretti a operare come società segreta dopo che l'adesione fu resa illegale nel 1793 allo scoppio delle guerre rivoluzionarie francesi. Stabilito che la loro unica speranza di creare la Repubblica irlandese risiedesse nella rivolta armata, gli United Irishmen iniziarono a organizzare e armare segretamente le loro forze. In cerca di aiuto esterno, due dei loro leader, Lord Edward FitzGerald e Arthur O'Connor, si recarono a Basilea per incontrare il generale francese Lazare Hoche. I loro sforzi furono sostenuti dall'avvocato protestante di Dublino Theobald Wolfe Tone, che si recò a Parigi per fare appello personalmente al Direttorio francese. Durante questo periodo, il governo britannico abrogò alcune leggi penali, nel tentativo di sedare i disordini.
La Prima Repubblica francese aveva pianificato da tempo un'invasione delle Isole britanniche, ma le sue ambizioni erano state ripetutamente frustrate da altri fattori, inclusi gli altri fronti delle guerre rivoluzionarie, la guerra di Vandea e lo stato deprecabile della Marina francese. Quest'ultimo problema era motivo di grande preoccupazione: la Marina aveva sofferto pesantemente per la rimozione del suo corpo di ufficiali durante la Rivoluzione e aveva poi subito una serie di battute d'arresto militari, culminate nella sconfitta tattica al Glorioso Primo di Giugno del 1794 e nella disastrosa Croisière du Grand Hiver nel 1795. Dopo essersi assicurato la pace su diversi fronti nel 1795, il nuovo Direttorio francese decise che la Gran Bretagna era uno dei suoi avversari rimasti più pericolosi e decise di sconfiggerla attraverso un'invasione.
Le richieste di Tone incuriosirono il Direttorio che comprese che, attaccando l'Irlanda, avrebbe colpito la parte meno difendibile delle Isole britanniche. Il sostegno per il governo britannico era lì più debole e gli United Irishmen affermavano ottimisticamente di essere in grado di reclutare un esercito irregolare di ben 250 000 uomini in attesa di unirsi ai francesi una volta sbarcati, con l'attrazione aggiuntiva che una riuscita istituzione di una Repubblica irlandese si sarebbe rivelata una brillante mossa ideologica per la Repubblica francese. Infine, e soprattutto, una grande forza di spedizione in Irlanda avrebbe potuto fornire un trampolino di lancio ideale per un'invasione della Gran Bretagna, specialmente in combinazione con un piano allora in fase di sviluppo per sbarcare 2 000 criminali in uniforme in Cornovaglia, che avrebbero dovuto distrarre l'esercito britannico durante l'invasione dell'Irlanda e avrebbero potuto potenzialmente fornire una testa di ponte per future operazioni sull'isola.

## Preparativi
Con la fine della guerra di Vandea e la pace con la Spagna, un numero notevole di forze francesi si rese disponibili per l'operazione, guidata dal generale Hoche e programmata per la fine di ottobre 1796. Hoche era un comandante militare di successo, che aveva sconfitto i realisti della Vandea e successivamente era stato impegnato nella pianificazione dell'invasione della Cornovaglia. A sua disposizione furono messi un corpo di soldati veterani e l'intera flotta atlantica francese, con base nel principale porto atlantico di Brest. Il numero di soldati destinati all'invasione è incerto; il Direttorio francese suggerì che sarebbero stati necessari 25 000 uomini mentre i delegati irlandesi insistevano sul fatto che 15 000 sarebbero stati sufficienti. Le stime del numero di soldati realmente imbarcati variano tra 13 500 e 20 000 unità.
Ad agosto il piano era già in ritardo: gravi carenze di scorte e il ritardo nel pagamento dei salari rallentarono il lavoro nei cantieri navali di Brest, mentre le truppe destinate all'invasione della Cornovaglia si rivelarono inaffidabili, disertando in gran numero. La realizzazione pratica del viaggio della flotta di invasione della Cornovaglia si concluse con un fallimento totale, poiché le piccole navi destinate all'operazione si dimostrarono incapaci di operare in acque libere. Il piano fu abbandonato e i soldati affidabili dell'unità furono fusi nel corpo di spedizione irlandese mentre il resto tornò in prigione. Anche i rinforzi attesi dalla flotta mediterranea furono ritardati: sette navi della spedizione del contrammiraglio Joseph de Richery dovettero nascondersi dallo squadrone di blocco britannico a Rochefort, arrivando a Brest solo l'8 dicembre, mentre un secondo squadrone sotto il contrammiraglio Pierre-Charles Villeneuve non arrivò che dopo la partenza del corpo di spedizione.
Per tutta la fine del 1796 i progressi per la spedizione languirono. Hoche biasimò pubblicamente per il ritardo il comando navale e in particolare il vice-ammiraglio Villaret de Joyeuse, che accusò personalmente di essere più interessato alla pianificazione di una proposta di invasione dell'India. In ottobre, Villaret fu sostituito dal vice-ammiraglio Morard de Galles e i piani per l'India furono cancellati, mentre Hoche fu posto al comando diretto della disciplina all'interno della flotta. Entro la seconda settimana di dicembre la flotta era pronta, composta da 17 navi di linea, 13 fregate e altre 14 navi, inclusi diversi grandi trasporti creati rimuovendo i cannoni dalle vecchie fregate per massimizzare lo spazio di carico. Ogni nave di linea trasportava circa 600 soldati, le fregate 250 e i trasporti circa 400. Erano incluse unità di cavalleria, artiglieria da campo e notevoli scorte militari con cui armare le migliaia di anticipati volontari irlandesi. Hoche, ancora insoddisfatto, annunciò al Direttorio l'8 dicembre che avrebbe preferito guidare i suoi uomini in qualsiasi altra operazione piuttosto che all'attacco pianificato all'Irlanda. Fu sostenuto da Morard de Galles, che ammise che i suoi uomini erano così inesperti in mare che gli incontri con il nemico avrebbero dovuto essere evitati ove possibile.

## Partenza
Nonostante i dubbi dei comandanti della spedizione, la flotta lasciò Brest come previsto il 15 dicembre 1796, un giorno prima di un messaggio del Direttorio che interrompeva l'intera operazione. De Galles sapeva che gli inglesi avrebbero sorvegliato il porto di Brest: le loro fregate erano una presenza costante come parte della squadriglia costiera del blocco. Nel tentativo di mascherare le intenzioni della sua forza, prima si ancorò nella baia di Camaret e diede ordini alle sue navi di passare attraverso il Raz de Sein. Il Raz, oggi come allora, è un pericoloso canale stretto disseminato di rocce e banchi di sabbia e soggetto a forti onde durante il maltempo, ma avrebbe anche oscurato le dimensioni, la forza e la direzione della flotta francese allo squadrone britannico presente al largo, che gli esploratori francesi sostenevano consistesse di 30 navi.
Nonostante i rapporti francesi, la principale squadriglia britannica di blocco era in realtà assente dalle sponde di Brest durante la notte del 15 dicembre. La maggior parte della flotta si era ritirata in uno dei porti della Manica britannica per evitare le tempeste invernali, mentre il restante squadrone del contrammiraglio John Colpoys era stato costretto a ritirarsi di 40 miglia nautiche (74 km) nell'Atlantico per evitare il rischio di essere trascinato sulla costa rocciosa della Biscaglia francese durante una tempesta. Le uniche navi britanniche in vista di Brest appartenevano a uno squadrone di fregate, composto dalla HMS Indefatigable, dalla HMS Amazon, dalla HMS Phoebe, dalla HMS Révolutionnaire e il lugger HMS Duke of York, al comando del capitano Sir Edward Pellew imbarcato sulla Indefatigable. L'11 settembre Pellew aveva preso atto dei preparativi francesi e inviò immediatamente la Phoebe ad avvertire Colpoys e la Amazon a Falmouth, per allertare l'Ammiragliato. Il comandante rimase al largo di Brest con il resto dello squadrone e avvistò la flotta principale francese alle 15:30 del 15 dicembre, portando le sue fregate verso la costa della baia di Camaret per stabilirne le dimensioni e le intenzioni. Alle 15:30 del 16 dicembre, i francesi salparono dalla baia, mantre Pellew li osservava da vicino e inviava la Revolutionnaire ad assistere nella ricerca di Colpoy.

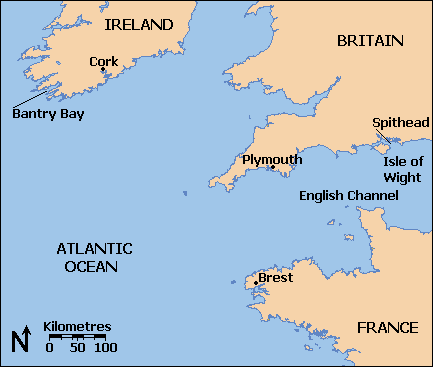
Gli Approdi occidentali. Area in cui si trovò sparpagliata la flotta francese durante la campagna

Morard de Galles aveva trascorso la maggior parte della giornata del 16 dicembre a prepararsi per il passaggio attraverso il Raz de Sein, posizionando navi faro temporanee nel canale per avvertire dei pericoli e dando istruzioni sull'uso dei razzi di segnalazione durante il passaggio. La flotta fu talmente ritardata in questo lavoro che l'oscurità iniziò a calare prima che i preparativi fossero completati per cui abbandonò il piano verso le 16:00, segnalando alla flotta di partire attraverso il canale principale dal porto, aprendo la rotta sulla sua nave ammiraglia, la fregata Fraternité. Era così buio quando fu dato il segnale che la maggior parte delle navi non riuscì a vederlo, la Fraternité e la corvetta Atalante tentarono di avvisarle con segnali a razzo. Questi crearono confusione e molte navi non riuscirono a interpretarli, navigando per il Raz de Sein piuttosto che per il canale principale. Pellew aggiunse ulteriore caos alla situazione trasmettendo verso la flotta luci blu brillanti e lanciando razzi, confondendo definitivamente i capitani francesi sulla loro posizione.
Quando l'alba spuntò il 17 dicembre, la maggior parte della flotta francese era sparpagliata lungo le rotte di avvicinamento a Brest. Il gruppo intatto più numeroso era quello del viceammiraglio François Joseph Bouvet, che era passato dal Raz de Sein con nove navi di linea, sei fregate e un trasporto. Le altre navi, compresa la Fraternité, che trasportava anche il generale Hoche, erano rimaste isolate o in piccoli gruppi; in assenza di istruzioni da parte degli ufficiali in comando, i capitani si costrinsero dunque ad aprire i loro ordini segreti per scoprire la loro destinazione. Una nave era andata perduta; la nave di linea da 74 cannoni Séduisant si era spinta sulla roccia del Grand Stevenent durante la notte ed era affondata con la perdita di 680 vite. Anch'essa aveva sparato numerosi razzi e cannonate di segnalazione nel tentativo di attirare l'attenzione, riuscendo solo ad aumentare la confusione nella flotta. Pellew, incapace ormai di tenere a bada la ancor grande forza francese, salpò per Falmouth per telegrafare il suo rapporto all'Ammiragliato e rifornire le sue scorte.

## Traversata verso l'Irlanda
Entro il 19 dicembre, Bouvet aveva riunito 33 navi e stabilito una rotta per Capo Mizen nell'Irlanda meridionale, il punto di incontro designato dove gli era stato comandato dai suoi ordini sigillati di attendere cinque giorni per ulteriori istruzioni dalla Francia. Una delle navi ancora mancanti era la Fraternité. Nonostante la scomparsa dei suoi comandanti, la flotta francese continuò verso la baia di Bantry, navigando sia con venti forti sia con una fitta nebbia, che ne ritardarono l'arrivo fino al 21 dicembre. Mentre Bouvet salpava per l'Irlanda, la Fraternité attraversò gli approdi occidentali alla ricerca della flotta, accompagnato dalla Nestor e dalle fregate Romaine e Cocarde. Superando involontariamente la flotta di Bouvet nella nebbia, de Galles si separò dal suo piccolo squadrone nell'imminenza del rendez-vous del 21 dicembre, solo per scoprire una fregata britannica immediatamente davanti alla sua nave. In ritirata dalla minaccia, la Fraternité fu inseguita lontano nell'Atlantico prima di riuscire a far perdere le sue tracce all'inseguitore non identificato. Durante il viaggio di ritorno de Galle incontrò venti contrari e gli ci vollero otto giorni per riconquistare Capo Head.
La Phoebe non rintracciò Colpoys fino al 19 dicembre, nel profondo del golfo di Biscaglia. Il giorno seguente avvistarono lo squadrone francese in ritardo sotto il comando di Villeneuve e gli diedero la caccia, ma Villeneuve fu in grado di sfuggire all'inseguimento di Colpoys in una tempesta, raggiungendo Lorient davanti agli inglesi, le cui navi furono gravemente danneggiate dalla tempesta. Incapace di continuare le operazioni, Colpoys fu costretto a ritirarsi a Spithead per le riparazioni. La risposta della flotta della Manica sotto Lord Bridport fu altrettanto inefficace. La notizia della partenza dei francesi da Brest non giunse a Plymouth, il più occidentale dei porti della flotta britannica, fino al 20 dicembre. Molte delle navi di Bridport, con base a Spithead, non erano pronte per il mare e passarono diversi giorni prima che un numero sufficiente di navi fosse munito ed equipaggiato per il servizio. L'ordine di lasciare il porto fu diramato il 25 dicembre, ma la flotta fu quasi immediatamente gettata nel caos quando la grande nave di linea di secondo rango HMS Prince perse il controllo e si scontrò con la nave HMS Sans Pareil da 80 cannoni. Quasi nello stesso momento, un'altra nave di secondo rango, la HMS Formidable, fu spinta dai forti venti contro la nave di primo rango HMS Ville de Paris da 100 cannoni, mentre l'HMS Atlas da 98 cannoni si incagliò. A tutte e cinque le navi fu richiesto di rientrare in porto per estese riparazioni, negando a Bridport le sue navi più forti e ritardando ulteriormente la sua partenza. Quando alla fine raggiunse St Helens, il punto di partenza dal Solent, il vento soffiava da ovest e le sue otto navi rimanenti rimasero immobilizzate fino al 3 gennaio.
In assenza di Morard de Galles e Hoche, Bouvet e il suo omologo dell'esercito, il generale Emmanuel de Grouchy, ordinarono il 21 dicembre che la flotta si ancorasse in preparazione dello sbarco del giorno successivo. I piloti marittimi locali, credendo che la flotta fosse britannica, remarono verso le navi e furono sequestrati, fornendo ai francesi le guide adatte ai migliori siti di sbarco. Nella notte del 21 dicembre improvvisamente le condizioni meteorologiche peggiorarono notevolmente, le tempeste atlantiche portarono bufere di neve che celarono la costa e costrinsero la flotta ad ancorare per non rischiare di naufragare. Rimasero nella baia per quattro giorni nell'inverno più freddo registrato dal 1708. I marinai francesi inesperti, privi di abbigliamento invernale, non erano in grado di manovrare le loro navi. A terra, le forze della milizia locale furono schierate dal proprietario terriero locale Richard White, prendendo posizione in previsione dello sbarco francese. Il 24 dicembre il vento calò e fu convocato un consiglio di guerra tra gli alti ufficiali della spedizione. Insieme decisero di tentare uno sbarco nonostante il maltempo, individuando un vicino torrente come punto più sicuro e dando ordine che l'operazione partisse alle prime luci del 25 dicembre. Durante la notte il tempo si deteriorò di nuovo e al mattino le onde erano così violente che si infrangevano sulle prue di molte navi. Le ancore furono trascinate dai marosi e un certo numero di navi furono spinte fuori dalla baia nell'Atlantico, incapaci di tornare controvento. Nella tempesta, la nave più grande nave di linea, la Indomptable, si scontrò con la fregata Résolue ed entrambe subirono gravi danni. La HMS Monarch, nave ammiraglia del vice-ammiraglio Sir George Elphinstone di ritorno dalla riuscita invasione della Colonia del Capo, venne investita dalla tempesta e attraversò la flotta francese senza rendersi conto del pericolo, ancorandosi infine a Crookhaven in condizioni inabili alla navigazione.

## Fallimento della spedizione

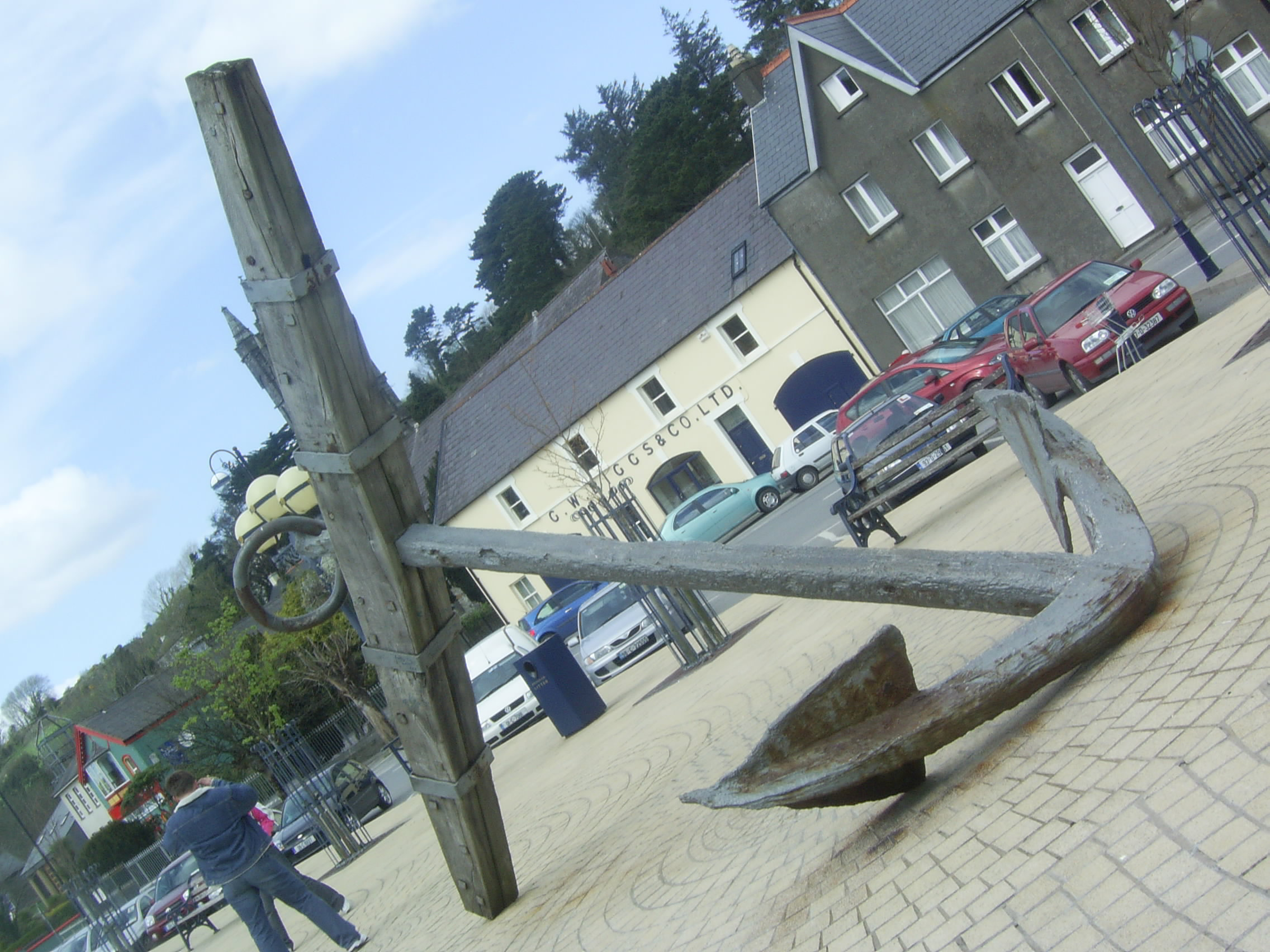
Ancora della spedizione francese del 1796, scoperta al largo dell'isola di Whiddy, baia di Bantry, 1981

Per altri quattro giorni forti venti sferzarono le navi di Bouvet, nessuna delle quali riuscì ad avvicinarsi alla riva senza il grave rischio di essere distrutta sulla costa rocciosa. Perdute le ancore quando i cavi si spezzarono, molte navi furono costrette a cedere ai venti disperdendosi lungo gli approdi occidentali. Altre furono distrutte: una nave americana di nome Ellis, incrociando al largo di Crookhaven il 29 dicembre, si imbatté in una nave che veniva sballottata dalle onde, disalberata e con il ponte cosparso di corpi. Il capitano americano, Harvey, riferì di essersi avvicinato alla nave ma non di non essere stato in grado di assisterla a causa della tempesta. Mentre la osservava, la nave fu trascinata verso la riva e distrutta. Si trattava della fregata da 44 cannoni Impatiente, della quale solo sette uomini sopravvissero dei 550 uomini imbarcati tra membri dell'equipaggio e passeggeri. Harvey testimoniò anche di aver incontrato la Révolution e la fregata Scévola. Il capitano Pierre Dumanoir le Pelley era impegnato a evacuare l'equipaggio e i passeggeri dalla Scévola prima che questa affondasse, poiché il maltempo aveva ridotto la fregata da 40 cannoni a una condizione di imminente naufragio. La  Ellis non fu l'unica nave a incrociare la Révolution; la Fraternité, giunta nell'area in forte ritardo, incontrò le navi e osservò la distruzione della Scévola, che fu data alle fiamme una volta abbandonata.
Bouvet era stato spinto al largo sulla sua nave ammiraglia Immortalité durante la tempesta e, quando il 29 dicembre il vento cadde, decise di abbandonare l'operazione. Segnalando alle navi in vista, ordinò alla squadra rimanente di navigare a sud-est verso Brest. Alcune navi non ricevettero il messaggio e continuarono fino al secondo appuntamento al largo del fiume Shannon, ma erano poche e disperse e durante le continue tempeste non fu possibile sbarcare. Con le provviste che scarseggiavano anche queste navi invertirono la rotta e salparono per Brest, mentre il tempo peggiorava nuovamente. Mentre il loro corpo di spedizione tornava a casa, Morard de Galles e Hoche arrivarono a Bantry Bay il 30 dicembre, scoprendo che la flotta se n'era andata. Con le loro provviste quasi esaurite, anche la Fraternité e la Révolution furono costrette a tornare in Francia. La risposta britannica alla tentata invasione continuò a essere inadeguata: Colpoys arrivò a Spithead il 31 dicembre con solo sei delle sue navi ancora in formazione. Solo una manciata di navi con base a Cork sotto il contrammiraglio Robert Kingsmill, principalmente la HMS Polyphemus sotto il capitano George Lumsdaine e uno squadrone di fregate, riuscì a intercettare la flotta francese: la Polyphemus sequestrò il trasporto Justine il 30 dicembre e la HMS Jason catturò il trasporto Suffren poco dopo, anche se in seguito questo fu ripreso dalla fregata francese Tartu.

## Ritirata
Le prime navi francesi rientrarono a Brest il 1º gennaio, inclusa l'ammiraglia Immortalité di Bouvet accompagnata dalla Indomptable, dalla Redoutable, dalla Patriote, dalla Mucius, dalla Fougueux e da alcune navi più piccole. Avevano evitato qualsiasi contatto con le navi da guerra britanniche ed erano state in grado di tenere una buona velocità in un periodo di condizioni meteorologiche relativamente calme. Nei giorni successivi le navi francesi che si erano radunate al largo dello Shannon arrancarono verso casa, tutte gravemente danneggiate a causa del mare sempre più agitato e dai forti venti. Diverse navi non fecero mai ritorno in Francia, compresa la fregata Surveillante, affondata nella baia di Bantry il 2 gennaio; molti di quelli a bordo, tra cui il generale Julien Mermet e 600 cavalieri, furono salvati da barche della restante flotta francese mentre altri raggiunsero la terraferma per diventare prigionieri di guerra. Il 5 gennaio, la Polyphemus superò e catturò la fregata di 44 cannoni e 625 uomini (comprese le truppe) Tartu dopo quattro ore di combattimento intermittente. La Royal Navy in seguito la prese in servizio come HMS Uranie. La Polyphemus catturò anche un altro trasporto, ma a causa del brutto tempo e della notte incombente, non se ne impossessò. Il capitano Lumsdaine della Polyphemus riferì in seguito che il trasporto imbarcava acqua e lanciava segnali di soccorso, ma che non era stato in grado di assisterlo. Pensava che molto probabilmente poi fosse affondata. Questa segnalazione potrebbe riferirsi al trasporto Fille-Unique, affondato nel golfo di Biscaglia il 6 gennaio, anche se non si conosce il destino dei 300 soldati a bordo.
Il 7 gennaio, le fregate britanniche HMS Unicorn del capitano Sir Thomas Williams, HMS Doris del capitano Charles Jones e HMS Druid del capitano Richard King, catturarono il trasporto Ville de Lorient, che il Druid scortò a Cork come bottino. Il giorno seguente la Unicorn e la Doris incontrarono alcune delle forze che avevano tentato di sbarcare presso lo Shannon. In inferiorità numerica, le fregate si ritirarono verso ovest e si imbatterono nelle malconce Révolution e Fraternité, che si ritirarono davanti a loro. Ciò impedì definitivamente a Morard de Galles e a Hoche di unirsi pur tardivamente al loro squadrone e li portò lontano dalla rotta di ritorno in Francia. Quando la Unicorn e la Doris riapparvero la mattina seguente, stavano operando come scout per la flotta di Bridport, che aveva finalmente lasciato il porto all'inizio del nuovo anno e aveva incontrato le fregate durante la notte. Fuggendo all'inseguimento nella nebbia, la Révolution e la Fraternité salparono direttamente per la Francia e arrivarono a Rochefort il 13 gennaio.
La maggior parte delle restanti navi francesi aveva raggiunto Brest l'11 gennaio, tra cui la Constitution, la Trajan, la Pluton, la Wattignies e la Pégase, con quest'ultima che trainava la Résolue disalberata. Il 13 gennaio tornò alla base la maggior parte delle rimanenti, incluse la Nestor, la Tourville, la Éole e la Cassard con le loro fregate di scorta, mentre la fregata Bravoure arrivò a Lorient da sola. Le perdite erano continuate anche mentre i francesi si avvicinavano a Brest: il disarmato "Suffren" riconquistato dalla HMSDaedalus al largo di Ouessant fu bruciato l'8 gennaio mentre l'Atalante fu superato e catturato dalla HMS Phoebe il 10 gennaio. Il 12 gennaio, il trasporto Allègre fu catturato dal bricco HMS Spitfire.

### LaDroits de l'Homme
Entro il 13 gennaio, tutte le navi della flotta francese erano state riconteggiate, eccetto il piccolo bricco Mutine, che fu spinto fino a Santa Cruz e vi fu catturato a luglio e la nave da 74 cannoni Droits de l'Homme. Questa era stata tra le navi sotto il comando di Bouvet nella baia di Bantry e poi tra quelle che avevano proseguito verso lo Shannon, ma quando la flotta si disgregò se ne persero le tracce. Con le provviste che ormai scarseggiavano e lo sbarco ancora impossibile, il capitano Jean-Baptiste Raymond de Lacrosse decise di tornare in Francia in modo indipendente. Il progresso fu lento poiché la Droits de l'Homme era sovraccarica di 1 300 uomini, inclusi 800 soldati del generale Jean Humbert. La nave fu ulteriormente ritardata quando incontrò e catturò una piccola nave corsara britannica di nome Cumberland. Di conseguenza, La Crosse raggiunse Ouessant solo il 13 gennaio. Qui incontrò la stessa nebbia che aveva permesso alla Révolution e alla Fraternité di mettersi in salvo.

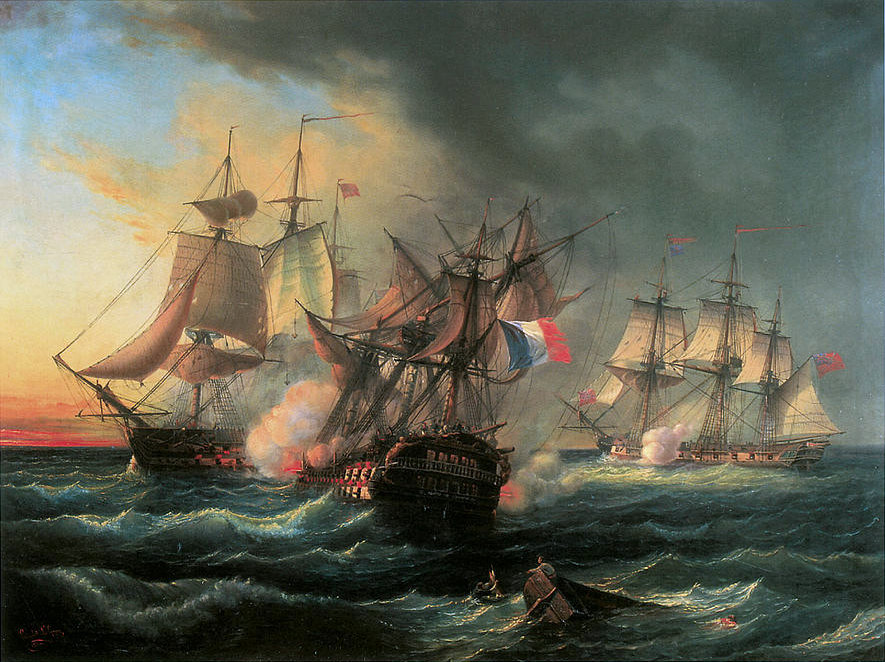
La battaglia tra la nave da guerra francese Droits de l'Homme e le fregate britanniche HMS Amazon e Indefatigable, 13 e 14 gennaio 1797, Leopold Le Guen

Alle 13:00, due navi emersero dall'oscurità a est e Lacrosse voltò loro le spalle piuttosto che rischiare i suoi passeggeri in uno scontro inutile. Le navi persistettero e presto si rivelarono essere le fregate Indefatigable del capitano Sir Edward Pellew e Amazon del capitano Robert Carthew Reynolds, che avevano effettuato rifornimenti a Falmouth e poi erano tornate a pattugliare la loro posizione al largo di Brest. Quando la Droits de l'Homme virò a sud-ovest, i venti aumentarono ancora e il mare divenne mosso, impedendo a Lacrosse di aprire i portelli del suo ponte inferiore senza gravi rischi di allagamento e di rottura degli alberi superiori, il che ridusse la stabilità della sua nave. Rendendosi conto delle difficoltà di governo del suo avversario, Pellew si avvicinò con la nave più grande e iniziò un pesante cannoneggiamento. Alle 18:45, la Amazon entrò nel raggio d'azione e le fregate si unirono per sottoporre ripetutamente la nave francese a un fuoco a raffica. Il combattimento continuò per tutta la notte, punteggiato da brevi pause in cui le navi britanniche, più agili, riparavano i loro danni da battaglia fuori dal raggio dei cannoni di Lacrosse.
Alle 04:20 del 14 gennaio, le vedette di tutte e tre le navi avvistarono onde che si infrangevano immediatamente verso est. Nel disperato tentativo di sfuggire al pesante moto ondoso, l'Indefatigable virò a nord e la Amazon a sud, mentre la malconcia Droits de l'Homme non fu in grado di effettuare alcuna manovra e finì dritta su un banco di sabbia vicino alla città di Plozévet, con la forza delle onde che la fece rotolare su un fianco. Anche la Amazon fece naufragio, sebbene in una posizione più riparata che le consentì di rimanere dritta. L'unica nave sopravvissuta fu l'Infaticabile, che fu in grado di aggirare gli scogli della punta di Penmarc'h e raggiungere il mare aperto. Mentre Reynolds approntava delle zattere per portare i suoi uomini sani e salvi a riva, gli ufficiali francesi sulla Droits de l'Homme non furono in grado di calare le loro scialuppe in quanto la loro posizione esposta nella forte risacca distruggeva ogni tentativo di raggiungere la riva e annegava centinaia di uomini. Le perdite a bordo del relitto aumentarono mentre la tempesta continuava, distruggendo la poppa della nave e allagandone l'interno. La mattina del 15 gennaio un gruppo di prigionieri del Cumberland raggiunse la riva con una piccola imbarcazione, ma i successivi tentativi fallirono e fu solo il 17 gennaio che il mare si calmò abbastanza da permettere alla piccola nave da guerra Arrogante di avvicinarsi al relitto e mettere in salvo i rimanenti 290 sopravvissuti.

## Conseguenze
Il tentativo francese di invadere l'Irlanda si concluse con un totale fallimento. Con l'eccezione di una manciata di prigionieri di guerra, nessun soldato francese riuscì a sbarcare con successo in Irlanda, nonostante alcune navi fossero rimaste al largo della costa per quasi due settimane. Dodici navi erano andate perdute e oltre duemila soldati e marinai erano annegati. L'invasione fu abbandonata, Hoche e i suoi uomini rimanenti furono restituiti all'esercito per il servizio in Germania, e il generale morì nove mesi dopo per cause naturali. Sebbene criticata per non essere riuscita a sbarcare il corpo di spedizione, la Marina francese fu comunque elogiata per aver raggiunto con successo l'Irlanda ed essere tornata senza incontrare il corpo principale della flotta britannica. Questo risultato avrebbe incoraggiato ulteriori tentativi di invasione, tra cui uno sbarco a Fishguard nel Galles nel febbraio 1797 e una seconda invasione dell'Irlanda a metà del 1798.
In Gran Bretagna, la risposta della Royal Navy alla spedizione francese fu pesantemente criticata; entrambe le flotte assegnate a intercettare la flotta di invasione avevano fallito, le uniche perdite inflitte ai francesi provenivano dalla piccola squadriglia di Cork o dalle fregate indipendenti di Pellew. Richard White fu premiato per il suo servizio a terra con il titolo di Earl of Bantry. In mare, Colpoys fu sostituito al comando del blocco di Brest dal contrammiraglio Sir Roger Curtis, e in febbraio e marzo furono effettuati ampi schieramenti nel golfo di Biscaglia per impedire ulteriori operazioni francesi. Altri rinforzi furono inviati anche alla flotta al largo di Cadice sotto il vice-ammiraglio Sir John Jervis, che il 14 febbraio aveva vinto la battaglia di Capo San Vincenzo (1797). Questi estesi dispiegamenti erano impopolari tra i marinai regolari e in aprile scoppiò l'ammutinamento di Spithead, che paralizzò la flotta della Manica. I francesi, ancora in ripresa dalle sconfitte nella campagna invernale, non ne seppero approfittare.
In Irlanda, il fallimento del corpo di spedizione francese fu fonte di grande frustrazione: Wolfe Tone, che rimase a bordo della Indomptable per tutto il viaggio, riferì che sentiva [per quanto era stato vicino, n.d.t.] di poter toccare entrambi i lati della baia con le mani. Rimandata la rivolta, Tone continuò a raccogliere sostegno in Europa, raccogliendo una flotta nei Paesi Bassi per un tentativo di invasione che si concluse con la disfatta nella battaglia di Camperdown. Nel maggio 1798, una operazione di repressione britannica portò all'arresto dei leader degli United Irishmen in Irlanda e provocò la Ribellione irlandese. Quando i francesi riuscirono a radunare una piccola forza e raggiungere l'Irlanda in agosto, la ribellione era quasi finita e l'inadeguato esercito francese, guidato da Jean Humbert, si arrese a settembre nella battaglia di Ballinamuck. Anche un nuovo tentativo di invasione il mese successivo terminò con un fallimento, quando lo squadrone navale di invasione fu intercettato e sconfitto nella battaglia di Tory Island. Wolfe Tone fu catturato durante l'azione al largo di Tory Island. Imprigionato, si suicidò mentre era in attesa di essere giustiziato. La sua morte, combinata con la sconfitta militare e le rappresaglie contro i ribelli irlandesi, pose fine sia alla Society of United Irishmen sia ai piani di invasione francese.

### Annotazioni
1. ↑  Le fonti variano sensibilmente sul numero esatto di truppe francesi che parteciparono effettivamente alla campagna. Pakenham fornisce la cifra di 12 000 uomini[13], Clowes, James, Woodman e Henderson suggeriscono 18 000 (sebbene James citi stime comprese tra 16 200 e 25 000)[3][9][11][14], mentre Regan e Come indicano circa 20 000[10], sebbene quest'ultimo ne rimarchi la bassa qualità della preparazione[15].

### Fonti
1. ↑  Pakenham, p. 27.
2. ↑  Brooks, p. 605.
3. 1 2 3  Woodman, p. 83.
4. ↑   Marianne Elliott, Tone, (Theobald) Wolfe, in Oxford Dictionary of National Biography. URL consultato il 28 marzo 2009.
5. ↑  David A. Wilson, United Irishmen, United States: immigrant radicals in the early republic, Cornell University Press, 1998. (Ch 7–8, in particolare p. 171-176)
6. ↑  Come, p. 177.
7. ↑  Regan, p. 87.
8. 1 2  Come, p. 181.
9. 1 2  Henderson, p. 20.
10. 1 2  Regan, p. 88.
11. 1 2 3  James, p. 5.
12. 1 2  James, p. 3.
13. ↑  Pakenham, p. 23.
14. ↑  Clowes, p. 297.
15. 1 2  Come, p. 185.
16. 1 2 3  Come, p. 184.
17. ↑  Clowes, p. 298.
18. 1 2  Henderson, p. 21.
19. ↑   J. K. Laughton, Colpoys, Sir John, in Oxford Dictionary of National Biography (Subscription Required). URL consultato il 1º aprile 2009.
20. ↑  Clowes, p. 299.
21. ↑  Woodman, p. 84.
22. 1 2  Clowes, p. 300.
23. ↑  Grocott, p. 40.
24. ↑  James, p. 6.
25. ↑  Woodman, p. 85.
26. 1 2  James, p. 7.
27. 1 2 3  James, p. 9.
28. 1 2 3  James, p. 21.
29. ↑  Grocott, p. 44.
30. 1 2 3  Henderson, p. 22.
31. 1 2 3  Lloyd, p. 17.
32. 1 2  James, p. 8.
33. ↑  Grocott, p. 42.
34. ↑  Grocott, p. 43.
35. 1 2 3 4  Clowes, p. 304.
36. 1 2 3  James, p. 10.
37. 1 2  Grocott, p. 45.
38. ↑  Breen and Forsythe, p. 42.
39. 1 2  (EN) The London Gazette (PDF), n. 13969, 7 January 1797.
40. ↑  Woodman, p. 86.
41. 1 2  James, p. 11.
42. ↑  Gardiner, p. 159.
43. ↑  Woodman, p. 88.
44. ↑  James, p. 18.
45. ↑  James, p. 16.
46. ↑  James, p. 19.
47. ↑  Pipon in Tracy, p. 170
48. ↑  Chandler, p. 199.
49. ↑  Come, p. 186.
50. ↑  James, p. 22.
51. ↑  James, p. 23.
52. ↑  Clowes, p. 305.
53. ↑  Pakenham, p. 18.
54. ↑  Ireland, p. 147.
55. ↑  Smith, p. 141.
56. ↑  Gardiner, p. 114.
57. ↑  Brooks, p. 626.